# Jean Auvray
Jean Auvray (fl. XVII secolo) è stato uno scrittore e poeta francese.
Nato verso il 1580, probabilmente in Normandia e morto prima del 1624, fu un poeta satirico.
Jean Auvray fu chirurgo a Rouen, e non va confuso con un suo omonimo contemporaneo, drammaturgo, che svolgeva l'attività di avvocato a Parigi.
Appartiene alla tradizione della satira normanda nello stile di Vauquelin, Du Lorens, Angot de l'Éperonnière e Courval-Sonnet. È autore di scritti religiosi e di satire. Alternando pietà, cinismo e oscenità, la sua poesia migliore è tuttavia quella satirica. Ha inoltre scritto una tragi-commedia: L'Innocence descouverte (1609).

## Opere
- Le banquet des muses ou Les divers satires du sieur Auvray contenant plusieurs poëmes non encore veuës ny imprimez & L'innocence descouverte, tragi-comédie[collegamento interrotto] Rouen: D. Ferrand, 1636
- La pourmenade de l'âme dévote accompagnant son Sauveur depuis les ruës de Jérusalem jusques au tombeau[collegamento interrotto], Rouen: David Ferrand, 1633
- Les œuvres sainctes du sr Auvray: desquelles la plus grande partie n'ont encor esté veuës ny imprimées[collegamento interrotto], Rouen: David Ferrand, 1634
- L'Innocence descouverte, Rouen, Petit, 1609.
- Le Triomphe de la Croix, Rouen, D.Ferrand, 1622.